# 蕭惟信
蕭惟信（しょう いしん、生没年不詳）は、遼（契丹）の政治家。字は耶寧。契丹楮特部の出身。

## 経歴
蕭高八の子として生まれた。沈着剛毅な気性で、志を立てて学問し、弁論を得意とした。重熙初年に初めて出仕し、左中丞に累進した。重熙15年（1046年）、燕趙国王耶律査剌（後の道宗）の傅に転じ、耶律査剌の教導にあたった。重熙17年（1048年）、北院枢密副使となった。重熙18年（1049年）、北宋に対する使者をつとめ、西夏を攻撃することを告げた。後に事件に連座して免官された。まもなく復職して、北面林牙を兼ねた。
清寧9年（1063年）、耶律重元が反乱を起こして灤河の行宮を攻撃すると、惟信は耶律仁先の下で耶律重元の軍を撃破した。太子太傅の位を加えられ、竭忠定乱功臣の称号を賜った。南京留守として出向した。咸雍元年（1065年）に左夷離畢となり、咸雍2年（1066年）に南院枢密使に上った。咸雍5年（1069年）、知北院枢密使事に転じた。咸雍7年（1071年）、南府宰相・契丹行宮都部署となった。太康年間、老年のため引退を願い出たが、聞き入れられなかった。太康3年（1077年）、枢密使の耶律乙辛が皇太子耶律濬を誣告して廃位させると、朝廷の内外では冤罪と知りながら、あえて発言する者もなかった。ひとり惟信のみが数度にわたって争ったが、太子を復位させることはできなかった。守司徒の位を加えられて引退し、死去した。

## 子女
- 蕭孝恭

## 伝記資料
- 『遼史』巻96 列伝第26